# Lasionycta poca
Lasionycta poca es una especie de mariposa nocturna de la familia Noctuidae.
Se encuentra a lo largo de las Montañas Rocosas de Alberta, en las Montañas Costeras en Columbia Británica occidental y al sur en las cordillera de las Cascadas en el condado de Okanogan, Washington.
Es predominantemente alpina y habita más comúnmente cerca de la línea de crecimiento de los árboles, aunque se ha reportado su presencia en bosques colindantes.
La envergadura es de unos 27 mm. Los adultos vuelan desde mediados de junio hasta agosto, predominantemente durante las tardes, pero son mucho más activos por la noche cuando son atraídos por las luces. 